# Cerberus (1869)
Cerberus — монітор типу «Гейлігерле», побудований в Амстердамі для Королівського флоту Нідерландів у 1860-х роках. «Цербер» був справжнім монітором: корабель із малою осадкою, лише кілька (важких) гармат і пристойна броня. Ці характеристики зробили його дуже придатним для дій у Нідерландській дельті.

## Перший броненосець, побудований у Нідерландах
«Цербер» був закладений на Рейксверфі 30 листопада 1867 року. Це було незадовго до того, як була закладений баштовий паровий таран «Гвінея». Це зробило «Цербер» першим спеціально виготовленим броненосцем, який було закладено в Нідерландах. Обладнання та котли для «Цербера» виготовили Nederlandsche Stoombootmaatschappij у Феєноорді (Роттердам).
Будівництво страждало від відносної відсталості нідерландської суднобудівної промисловості. Саме цим був викликаний відносно тривалий час будівництва монітора. 14 січня 1869 року «Цербер» нарешті був спущений на воду. У середині липня 1870 року «Цербер» був випробуваний у бухті Єй. Відгуки були дуже позитивними, але з урахуванням промислових інтересів, імовірно вони перебільшені.

### Поспішно зданий в експлуатацію
Відразу після ходових випробувань «Цербер» був прийнятий на озброєння 21 липня 1870 року. Причиною поспіху став період міжнародної напруги, спричиненої Франко-прусською війною, бойові дії під час якої могла легко перекинутися на Нідерланди. Першим капітаном «Цербера» був лейтенант 1-го класу Х. А. Ріддер ван Раппард. До того часу Ван Раппард був командиром «Гейлігерле». Ймовірно, це призначення було пов'язане з бажанням якнайшвидше зробити «Цербера» ефективним бойовим кораблем. Ближче до кінця сезону «Цербер» був виведений з експлуатації 31 жовтня 1870 року. Після плавання лише протягом одного сезону «Цербер» буде «на консервації» протягом 10 років у Віллемсорді.

## Будівельні недоліки
Загальна критика кораблів військово-морського флоту була досить поширеною в Нідерландах. Критика щодо «Цербера» була більш конкретною і досить серйозною: всі бронекатери, побудовані за кордоном, вважалися ретельно і якісно виготовленими. Про «Цербер», навпаки, говорили, що він не був достатньо міцним: Жоден з броньових листів вежі не був добре припасований, і в багатьох місцях було нанесено 2-3 см цементу, щоб закрити зазори. Вежа оберталася лише з великим зусиллям, тоді як на іноземних кораблях це відбувалося дуже добре. Отвори для завантаження вугілля були зроблені в тому ж місці, що й на «Хайлігерлі», але на «Цербері» під цими отворами знаходилися вищі котли, а не вугільні бункери. Крім того, корабель був досить негерметичним. На відміну від таких досить відвертих заяв у голландській ост-індійській пресі, голландська газета обмежилася тим, що несправність на «Церберусі» була усунута. Пізніше з'явилося ще одне не дуже конкретне повідомлення про «Цербер і його численні недоліки». Зазначивши, що «мистецтву бронетехніки треба вчитися», газета ніби підтвердила зауваження про його броню. Інженер применшив дефекти всіх моніторів, але зазначив, що не можна очікувати від верфі, яка звикла працювати з деревом, «такої ж акуратності в залізних роботах», як від компанії з 25-річним досвідом.